# Campionati del mondo di ciclismo su strada 2001 - Gara in linea maschile Under-23
La gara in linea maschile Under-23 dei Campionati del mondo di ciclismo su strada 2001 è stata corsa il 12 ottobre in Portogallo nei dintorni di Lisbona, su un percorso di 12,1 km/h da ripetere 14 volte per un totale di 169,4 km. La medaglia d'oro è stata vinta dall'ukraino Jaroslav Popovyč con il tempo di 4h02'43", alla media di 41,876 km/h, l'argento all'italiano Giampaolo Caruso e a completare il podio un altro ucraino Ruslan Hryščenko.
Partenza con 155 ciclisti, dei quali 83 completarono la gara.

## Squadre partecipanti
| N.    | Cod. | Squadra     |
| ----- | ---- | ----------- |
| 1-5   | RUS  | Russia      |
| 6-10  | UKR  | Ucraina     |
| 11-16 | ITA  | Italia      |
| 17-19 | LUX  | Lussemburgo |
| 20-21 | LTU  | Lituania    |
| 22-25 | AUS  | Australia   |
| 26-30 | SWE  | Svezia      |
| 31-35 | CHE  | Svizzera    |
| 36-40 | BEL  | Belgio      |
| 41-45 | GER  | Germania    |
| 46-48 | CZE  | Rep. Ceca   |
| 49-53 | HUN  | Ungheria    |
| 54-58 | AUT  | Austria     |
| 59-63 | PRT  | Portogallo  |
| 64-67 | BLR  | Bielorussia |
| 68    | ISR  | Israele     |
| 69-71 | CAN  | Canada      |
| 72-76 | GBR  | Regno Unito |
| 77    | GRC  | Grecia      |
| 78-81 | IRL  | Irlanda     |
| 82-85 | COL  | Colombia    |

| N.      | Cod. | Squadra       |
| ------- | ---- | ------------- |
| 86-90   | ESP  | Spagna        |
| 91-94   | CRO  | Croazia       |
| 95-96   | MDA  | Moldavia      |
| 97-101  | FRA  | Francia       |
| 102-105 | DNK  | Danimarca     |
| 106-109 | FIN  | Finlandia     |
| 110-111 | UZB  | Uzbekistan    |
| 112-114 | JPN  | Giappone      |
| 115-117 | EST  | Estonia       |
| 118-120 | NOR  | Norvegia      |
| 121-15  | POL  | Polonia       |
| 126     | NZL  | Nuova Zelanda |
| 127     | TUN  | Tunisia       |
| 128-132 | SVN  | Slovenia      |
| 133     | LAT  | Lettonia      |
| 134-138 | NLD  | Paesi Bassi   |
| 139-143 | ZAF  | Sudafrica     |
| 144-147 | USA  | Stati Uniti   |
| 148-151 | MEX  | Messico       |
| 152-155 | KAZ  | Kazakistan    |

## Ordine d'arrivo (Top 10)
| Pos. | Corridore             | Squadra   | Tempo    |
| ---- | --------------------- | --------- | -------- |
| 1    | Jaroslav Popovyč      | Ucraina   | 4h02'43" |
| 2    | Giampaolo Caruso      | Italia    | a 17"    |
| 3    | Ruslan Hryščenko      | Ucraina   | a 1'24"  |
| 4    | Aleksandr Kolobnev    | Russia    | a 1'31"  |
| 5    | Jonas Ljungblad       | Svezia    | s.t.     |
| 6    | Allan Davis           | Australia | s.t.     |
| 7    | Jurgen Van Goolen     | Belgio    | s.t.     |
| 8    | Luca Solari           | Italia    | s.t.     |
| 9    | Christian Pfannberger | Austria   | s.t.     |
| 10   | Daniele Bennati       | Italia    | s.t.     |